# MINALU
MINALU（みなる、12月7日-）は日本の歌手・ダンサー、dance prana主宰、天空オーケストラメンバー（歌・ダンス）。上方舞、山村流名取。

## 来歴
幼少より、神楽舞、日本舞踊、ジャズ、コンテンポラリー・ダンス、アフリカンダンス等を習得後、様々なジャンルのアーティストと、聖地での奉納、舞台、イギリス公演等でコラボレート。ミック・ジャガー東京ドーム公演、ファッションショー、各種イベントなど多くの舞台で活動。
1987年よりソロ活動を開始。1991年頃より、様々なジャンルのアーティストとのコラボレーションを積極的に行い、即興を核としたスタイルに至る。ダンスユニットとライブスペース「さんしゃいん倶楽部」を主宰。満月新月のインナーダンスワークショップを開催後コンセプト・『アースダンス』でのワークショップを展開。

## 活動
舞奉納　
- 明日香石舞台、大和三山、天河大弁財天社、伊勢猿田彦神社、出雲大社、斎場御嶽、久高島、普門寺、気多大社、佐田大社、富士山（WPPD2006）、 ハワイ ・オアフ島、他。

ダンスパフォーマンス
- 1982年　大阪府 日中友好高校生派遣団のメンバーとして各地で、地唄舞「ゆき」公演
- 1990年　ギャラリー・シャンソニエ「en」初ソロ公演
- 浄土宗仏教文化大講演会・厚生年金大ホール「華浄土」出演
- 1993年　「風の楽人たち」京都アルティー出演。　「風の楽団」コンサート出演・徳島県立美術館野外劇場
- グラストンベリー・フェスティバル・風の楽団、Reelaでゲストダンサーとして出演
- 2001年　イギリス日本において各地の中学校、フェスティバルにて公演
- 2007年　イギリスRiven Stone Festivalにて、ワークショップ・公演他